# I liga 2019-2020
La I liga 2019-2020, chiamata per ragioni di sponsor Fortuna 1. Liga, è stata la 72ª edizione del secondo livello del campionato polacco di calcio, la dodicesima sotto il nome di I liga. La stagione regolare è iniziata il 26 luglio 2019 e si è conclusa il 25 luglio 2020, a causa della pandemia di COVID-19 che ha fermato il campionato dal 9 marzo al 2 giugno.
Lo Stal Mielec e il Podbeskidzie Bielsko-Biała sono stati promossi in Ekstraklasa. L'Olimpia Grudziadz, il Chojniczanka Chojnice e il Wigry Suwalki sono stati retrocessi in II liga.

## Stagione

### Novità
Al termine della I liga 2018-2019 il Raków Częstochowa e l'ŁKS Łódź sono stati promossi in Ekstraklasa. Il Bytovia Bytów, il GKS Katowice e il Garbarnia Kraków sono stati retrocessi in II liga. 
Dalla Ekstraklasa 2018-2019 è stato retrocesso il Miedz Legnica e lo Zagłębie Sosnowiec. Dalla II liga 2018-2019 sono stati promossi il Radomiak Radom, l'Olimpia Grudziadz e il GKS Bełchatów.

### Formula
Le 18 squadre partecipanti si affrontano due volte in un girone di andata e uno di ritorno per un totale di 34 giornate, alle quali si aggiungono le gare dei play-off. 

Tale aggiunta è una novità della stagione 2019-2020, annunciata ufficialmente nella primavera del 2019. A salire in Ekstraklasa, difatti, saranno tre squadre e non due come d'abitudine. Viene confermata la promozione diretta per le prime due classificate, mentre per decretare la terza formazione a godere di tale diritto viene introdotta la formula dei Play-Off, che vengono disputati dalle squadre qualificatesi dal terzo al sesto posto. I play-off prevedono semifinali e finali giocate in gara unica in casa della squadra meglio qualificata. 
Il sistema di retrocessioni, invece, resta invariato, con le ultime tre che scendono in II Liga.

## Squadre partecipanti
| Squadra                      | Città            | Stadio                                                     |
| ---------------------------- | ---------------- | ---------------------------------------------------------- |
| Bruk-Bet Termalica Nieciecza | Nieciecza        | Stadion Bruk-Bet Termaliki                                 |
| Chojniczanka Chojnice        | Chojnice         | Stadio municipale                                          |
| Chrobry Głogów               | Głogów           | Stadio Chrobego                                            |
| GKS Bełchatów                | Bełchatów        | Stadio GKS                                                 |
| GKS Jastrzębie               | Jastrzębie-Zdrój | Stadio municipale                                          |
| GKS Tychy                    | Tychy            | Stadio municipale                                          |
| Miedź Legnica                | Legnica          | Stadio municipale                                          |
| Odra Opole                   | Opole            | Stadio municipale                                          |
| Olimpia Grudziądz            | Grudziądz        | Stadio Città di Grudziądz                                  |
| Podbeskidzie Bielsko-Biała   | Bielsko-Biała    | Stadio municipale                                          |
| Puszcza Niepołomice          | Niepołomice      | Stadio municipale                                          |
| Radomiak Radom               | Radom            | Stadio Józef Piłsudski                                     |
| Sandecja Nowy Sącz           | Nowy Sącz        | Stadio Władysław Augustynek                                |
| Stal Mielec                  | Mielec           | Stadio del Centro sportivo e ricreativo comunale di Mielec |
| Stomil Olsztyn               | Olsztyn          | Stadio OSiR                                                |
| Warta Poznań                 | Poznań           | Stadio Dyskobolia                                          |
| Wigry Suwałki                | Suwałki          | Stadio municipale                                          |
| Zagłębie Sosnowiec           | Sosnowiec        | Stadio Ludowy                                              |

## Classifica finale
|  | Pos. | Squadra               | Pt | G  | V  | N  | P  | GF | GS | DR  |
|  | ---- | --------------------- | -- | -- | -- | -- | -- | -- | -- | --- |
|  | 1.   | Stal Mielec           | 67 | 34 | 21 | 4  | 9  | 57 | 31 | +26 |
|  | 2.   | Podbeskidzie          | 65 | 34 | 19 | 8  | 7  | 64 | 35 | +29 |
|  | 3.   | Warta Poznań          | 60 | 34 | 18 | 6  | 10 | 52 | 35 | +17 |
|  | 4.   | Radomiak Radom        | 57 | 34 | 16 | 9  | 9  | 52 | 45 | +7  |
|  | 5.   | Miedź Legnica         | 51 | 34 | 14 | 9  | 11 | 49 | 44 | +5  |
|  | 6.   | Nieciecza             | 50 | 34 | 14 | 8  | 12 | 47 | 34 | +13 |
|  | 7.   | Chrobry Głogów        | 49 | 34 | 14 | 7  | 13 | 41 | 44 | -3  |
|  | 8.   | Puszcza Niepołomice   | 48 | 34 | 13 | 9  | 12 | 36 | 37 | -1  |
|  | 9.   | GKS Tychy             | 47 | 34 | 12 | 11 | 11 | 60 | 53 | +7  |
|  | 10.  | Stomil Olsztyn        | 46 | 34 | 13 | 7  | 14 | 30 | 38 | -8  |
|  | 11.  | Zagłębie Sosnowiec    | 44 | 34 | 12 | 8  | 14 | 49 | 55 | -6  |
|  | 12.  | Sandecja Nowy Sącz    | 44 | 34 | 12 | 8  | 14 | 45 | 49 | -4  |
|  | 13.  | Odra Opole            | 42 | 34 | 11 | 9  | 14 | 33 | 39 | -6  |
|  | 14.  | GKS Jastrzębie        | 41 | 34 | 9  | 14 | 11 | 41 | 46 | -5  |
|  | 15.  | GKS Bełchatów         | 40 | 34 | 11 | 7  | 16 | 36 | 45 | -9  |
|  | 16.  | Olimpia Grudziądz     | 40 | 34 | 11 | 7  | 16 | 45 | 56 | -11 |
|  | 17.  | Chojniczanka Chojnice | 30 | 34 | 8  | 6  | 20 | 46 | 67 | -21 |
|  | 18.  | Wigry Suwałki         | 26 | 34 | 7  | 5  | 22 | 27 | 57 | -30 |

Legenda:

      Promosse in Ekstraklasa 2020-2021

  Ammesse ai play-off.

      Retrocesse in II liga 2020-2021

Tre punti a vittoria, uno a pareggio, zero a sconfitta.
La classifica viene stilata secondo i seguenti criteri:
- Punti conquistati
- Punti conquistati negli scontri diretti
- Differenza reti negli scontri diretti
- Reti realizzate negli scontri diretti
- Goal fuori casa negli scontri diretti (solo tra due squadre)
- Differenza reti generale
- Reti totali realizzate
- Fair-play ranking

## Spareggi

### Play-off

#### Tabellone
|  | Semifinali     | Semifinali     | Semifinali     |                |              | Finale       | Finale | Finale |  |
|  |                |                |                |                |              |              |        |        |  |
|  | Warta Poznań   | Warta Poznań   | 1              |                |              |              |        |        |  |
|  | Warta Poznań   | Warta Poznań   | 1              |                |              |              |        |        |  |
|  | Nieciecza      | Nieciecza      | 0              |                |              |              |        |        |  |
|  | Nieciecza      | Nieciecza      | 0              |                | Warta Poznań | Warta Poznań | 2      |        |  |
|  |                |                |                |                | Warta Poznań | Warta Poznań | 2      |        |  |
|  |                |                | Radomiak Radom | Radomiak Radom | 0            |              |        |        |  |
|  | Radomiak Radom | Radomiak Radom | Radomiak Radom | Radomiak Radom | 0            | 3            |        |        |  |
|  | Radomiak Radom | Radomiak Radom |                |                |              |              |        |        |  |
|  | Miedź Legnica  | Miedź Legnica  | 1              |                |              |              |        |        |  |

#### Semifinali
|                | Risultati |               | Luogo e data                          |
| -------------- | --------- | ------------- | ------------------------------------- |
| Warta Poznań   | 1-0       | Nieciecza     | Grodzisk Wielkopolski, 28 luglio 2020 |
|                |           |               |                                       |
| Radomiak Radom | 3-1       | Miedź Legnica | Radom, 28 luglio 2020                 |
|                |           |               |                                       |

#### Finali
|              | Risultati |                | Luogo e data                          |
| ------------ | --------- | -------------- | ------------------------------------- |
| Warta Poznań | 2-0       | Radomiak Radom | Grodzisk Wielkopolski, 31 luglio 2020 |
|              |           |                |                                       |

## Statistiche

### Classifica marcatori
| Gol |  |  | Giocatore        | Squadra               |
| --- |  |  | ---------------- | --------------------- |
| 17  |  |  | Fabian Piasecki  | Zaglebie Sosnowiec    |
| 15  |  |  | Mateusz Kuzimski | Chojniczanka Chojnice |
| 14  |  |  | Patryk Mikita    | Radomiak Radom        |